# Lemezkiadók listája (A–H)
A Lemezkiadók listája A–H a zeneműkiadókat tartalmazza ABC szerinti felsorolásban.

## A
| - Aardvark Records - A Different Drum - A&E Records - A&M Records - Abacus Records - Abbey Lounge Records - ABC Classics - ABC Dunhill Records - ABC Records - Abco Records - ABC-Paramount Records - ABKCO Records - Able Label - Abnak Records - Abner Records - Abnotic Records - Absolutely Kosher Records - Abundant Life Ministries - Accent Records - Ace Fu Records - Ace of Clubs Records - Ace of Hearts Records - Ace of Hearts Records (Boston) - Ace Records (UK) - Ace Records (US) - Ache Records - Acid Jazz Records - Acme Records - Aco Records - Acoustic Disc - Ad Noiseam - Adam VIII - Additive Records - Adeline Records - Adelphi Records - Aeronaut Records - AFM Records - A-F Records - African Museum - Aftermath Entertainment - Aftermath Music - Afternoon Records - Agasea Records - Age Records - Aggro Berlin - Agit-Prop Records - Agitprop! Records - AIM Records - AIP Records - Ajax Records (Chicago) - Ajax Records (1920s) (Québec, Canada) - Akarma Records - Aladdin Records (US) - Alarma Records - Albany Records - Albert Productions | - Alchemy Records (Japan) - Alchemy Records (U.S.) - Alegre Records - Alert Records - Alfa Matrix - Alias Records - Alien8 Recordings - Alison Records - Alive Records - All Around The World - All Platinum Records - All Saints Records - All Star Records - All the Madmen - ALLALOM Music - Alliance Entertainment Corporation - Alliance Records - Allido Records - Alligator Records - Almo Sounds - Almost Gold Recordings - Alphabasic Records - Alta Records - Altarus Records - Alternative Tentacles - Alveran Records - AM:PM Records - Amarillo Records - Amaru Entertainment - The Amazing Kornyfone Record Label - Ambiances Magnétiques - Ambush Reality Records - Ambush Records - American Gramaphone - American Music Records - American Record Company - American Record Corporation - American Recording Productions - American Recordings - Amha Records - AMIGA - Ampex Records - Amphetamine Reptile Records - Amplexus - Amusic - A-Musik - Amy Records - Anchor Records - Andie Records - Angel Air - Angel Music Group - Angel Records - Angeline Entertainment - Angular Recording Corporation - Anhrefn Records - AnimeTrax | - Aniplex - Anjunabeats - Anjunadeep - Ankst - Ankstmusik - Anna Records - Annette Records - AntAcidAudio - Anthem Records - ANTI- - Anticon Records - Anti-Creative Records - Anticulture Records - Antilles Records - Anti-Social Records - Ant-Zen - Anxious Records - AO Recordings - Aozora Records - Apegenine recordings - Apex Records - Aphonia Recordings - Apollo Records (1921) (U.S.) - Apollo Records (1928) (U.S.) - Apollo Records (1944) (U.S.) - Apollo Records (Belgium) - Apollo Records (Seattle) - Appalooso - Appian Publications & Recordings - Applause Records - Apple Records - April/Schneeball - Apt Records - Aquarius Records - ARC Records - Arch Hill Recordings - Archenemy Record Company - Architecture Label - Architecture Records - Archive International Productions - Arcola - Ardent Records - Arena Rock Recording Co. - Argo Records (U.K.) - Argo Records (U.S.) - Arhoolie Records - Ariola Records - Arista Nashville - Arista Records - Aristocrat Records - Ark 21 Records - Armed With Anger Records - Armind - Ars Benevola Mater - Artemis Records - ARTISTdirect | - Artistic Records - Artiste Records - Arto Records - Artoffact Records - Arts & Crafts - Asbestos Records - Ash International - Asian Man Records - Asphodel Records - ASR Records - Asthmatic Kitty Records - Astralwerks - Astro Magnetics - ASV Records - Asylum Records - Atavistic Records - Atco Records - ATIC Records - Atlantic Jaxx - Atlantic Records - ATO Records - Atom Sounds - ATP Recordings - Attack Records (UK) - Attic Records (Canada) - Attitude Records - Au Go Go Records - Audio Aubergine - Audio Dregs - Audio Therapy - Audiobulb Records - Audiogram - Audition Records - Aum Fidelity - Auralux Recordings - Authentic Records - Autograph Records - Autumn Records (1960s) (San Francisco) - Autumn Records - Avang Music - Avantgarde Music - Avatar Records - Avco Records - Avex Trax - Avitone Records - Aware Records - Awareness Records - Axiom - Axis Records - Ayler Records - Azteca Records (California) - Azuli Records |

## B
| - BTNH Worldwide - Babel Label - Baby Records - Baby Toys Records - Babygrande Records - Back Beat Records - Back ta Basics - Backporch Revolution - Bad Boy Records - Bad Sekta - Bad Taste - Bad Taste Records - Badorb.com - Bald Freak Music - Bally Records - Bang Records - Bangor Records - Banner Records - Bar/None Records - Baratos Afins - Barclay Records - Barely Breaking Even - Barking Hoop Recordings - Barking Pumpkin Records - Barrelhouse Records - Barsuk Records - Basic Beat Recordings - Basic Replay - Bassic Records - Bassivity Music - Bassmint Music Inc. - Baton Records - Battleaxe Records - Bayou Records - BBC Radio Collection - BC Recordings - BCM Records (Brian Carter Music) - BCore Disc - Bear Family Records - Bearsville Records - Beat Factory Music - The Beats - Beatservice Records - Beautiful Bomb Records - BEC Recordings - Bedazzled Records - Bedrock Records - The Bedtime Record - Beekeeper Records - Beggars Banquet Records - Beka Records - Bell Records (1920s) - U.S. - Bell Records (1940) - U.S. - Bell Records - U.S. and U.K. - Bella Union - Bellmark Records - Below Par Records - Beltona Records | - Belvedere Records - Benbecula Records - Benson Records - Berliner Gramophone - Beserkley Records - Beta-lactam Ring Records - Bet-Car Records - Bethlehem Records - Better Looking Records - Beverley's - Beyond Logic Records - Bibletone Records - Biddulph Recordings - Bieler Bros. Records - Big Beat Records (Ace subsidiary) - Big Beat Records (Atlantic subsidiary) - Big Brother Recordings - Big Cat Records - Big Dada - Big Life - Big Machine Records - Big Neck Records - Big Orange Clown Records - Big Records - Big Rig Records - Big Stick Music - Big Top Records - Big Tree Records - Big Up Entertainment - Big Vin Records - Big Wheel Recreation - Biltmore Records - Binge Records - Biograph Records - Birdman Records - BIS Records - Biscoito Fino - Bit Riot Records - Biv 10 Records - Bizarre Records - Black & White Records - Black and Greene Records - Black Garland Records - Black Hen Music - Black Hole Recordings - Black Jays - Black Lotus Records - Black Mark Productions - Black Market Activities - Black Patti Records - Black Pill Red Pill - Black Saint/Soul Note - Black Sun Empire Recordings - Black Swan Records - Black Top Records | - The Black Wall Street Records - Black Wizard Entertainment - Blackball Records - Blackground Records - Blackout Records - Blacksmith Records - Blanco y Negro Records - Blast First - Blocwize Entertainment - Block Entertainment - Blocks Recording Club - Blonde Vinyl - Blood and Fire - Bloodline Records - Bloodshot Records - Bloodwork Records - Bloody Fist Records - Blue Amberol Records - Blue Beat Records - Blue Cat Records - Blue Dog Records - Blue Goose Records - Blue Horizon - Blue Jordan Records - Blue Lake Records - Blue Leaf Music - Blue Note Records - Blue Rock Records - Blue Room Released - Blue Thumb Records - Bluebird Records - Blues Beacon Records - Blues Matters! Records - BlueSanct Records - Bluestar Entertainment - Bluesville Records - Bluesway Records - BME Recordings - BMG Heritage Records - BMG Music Canada - BMG - BNA Records - Boardwalk Records - Bodensatz - Body Head Entertainment - Bolero Records - Bomp! Records - Boner Records - Bong Load Custom Records - Bonnier Amigo Music Group - Bonnier Gazell Music - Bonzai Records - Boompa Records - Boomtown Records - Bop Cassettes - Border Community | - Borderline Records - B.O.S.S. - Boss Tuneage - Box O' Beanies Music - Boxed - Box-O-Plenty Records - BPitch Control - BPRP Kiadó (fiktív) - Bradley's Records - Brainiak Records - Brainstorm Artists International - Brainwashed - Brass Tacks Records - Brassland Records - Brave New World Records - Breakbeat Kaos - Breastfed Recordings - Breezeway Records - Bridge 9 Records - Bridge End Records - Bridge Records, Inc. - Brille Records - Broadcast Twelve Records - Broadmoor Records - Broadway Records - Broken Records - Broken Spoke Records - Bronze Records - Bros Records - Brother Records - Bruc Records - Brunswick Records - Brushfire Records - Brute/Beaute Records - BSD Records - Budabeats Records - Buddah Records - Buddyhead Records - Buddyhead - Buena Vista Music Group - Bug Klinik Records - Bulb Records - Bullet Records - BulletProof Music - Bullseye Records of Canada - Bumstead Records - B-Unique Records - Bungalo Records - Bunny Huang Records - Burgundy Records - Burning Heart Records - Burning Shed - Burnt Toast Vinyl - Business Deal Records - Butterfly Recordings - BYG Actuel - BYO Records |

## C
| - C.I.A. Records - C/Z Records - C4 Records - Cacophonous Records - Cadence Jazz Records - Cadence Records - Cadet Records - Caedmon Audio - Caff Records - Calabash Music - Caldo Verde Records - Camcor Records - Cameo Records - Cameo-Kid - Cameo-Parkway Records - Camino Records - Camp Records - Canaan Records - Candid Records - Candle Records - Candlelight Records - Candy Ass Records - Cantaloupe Music - Capitol Hill Music - Capitol Music Group - Capitol Records - Capricorn Records - Captain Oi! Records - Captains of Industry - Captivity Records - Caravan of Dreams Productions - Carbon Copy Media - Cardinal Records (1920s) - U.S. - Cardinal Records (1950s) - U.S. - Cardinal Records (1964) - Belgium - Cargo Music - Caribou Records - Carish - Carl Lindstrom Company - Carnival Records - Caroline Distribution - Caroline Records - U.S. - Caroline Records - U.K. - Carpark Records - Carrot Top Records - Casablanca Records - Cash Money Records - Castle Communications - Catbird Records - Catfish Records - Catmobile Records - Caulfield Records - Cause 4 Concern Recordings - Cause for Concern - Caustic Eye Productions - Cavalier Records - Cavity Search Records - CBC Records - CBS Masterworks Records - CBS Records - Cedille Records - Celestial Recordings | - Celluloid Records - Celtic Heartbeat Records - Celtophile Records - Cement Shoes Records - Cenotaph - Centaur Records - Century Records - Century Media Records - Chainsaw Cassettes - Chainsaw Records - Chalfont Records - Chalice - Challenge Records (1920s) - U.S. - Challenge Records (1950s) - U.S. - Challenge Records (1994) - Netherlands - Chameleon - Chamillitary - Champion Records - Chance Records - Chancellor Records - Chandos Records - Chappelle and Stinnette Records - Chapter Music - Charged Records - Charisma Pink Scroll Label - Charisma Records - Charly Records - Charnel Music - Chart Records - Cheap Records - Checker Records - Checkered Seagull - Cheeky Records - Cheetah Records - Chelsea Records - Chemical Records - Chemikal Underground - Cherokee Records - Cherry Red - CherryDisc Records - Cherrytree Records - Chesky Records - Chess Records - Chi Sound Records - Chichūkai Label - Chief Records - Chimney Sweep Records - China Record Corporation - China Records - Chinga Chang Records - Chiswick Records - Chocodog Records - Chocolate Fireguard Records - Chocolate Frog Records - Chopper City Records - Chrysalis Records - Chunksaah Records - CI Records - Cinepoly Records - Cinevox - Cinnamon Toast Records - Cinoci Records - Circle Records - Citinite - City Centre Offices - City Slang Records | - The C Kunspyruhzy - Claddagh Records - Clash Records - Classic Concert Records - Classic Produktion Osnabrück - Clay Records - Clean Feed Records - Clean-up Records - Cleopatra Records - Cleveland International Records - Clickpop Records - Clockwork Entertainment - Clockwork Recordings - Clover G Records - Clover Records - CLS Records - Club King - Club Montepulciano Recordings - Clubbo Records - CMC International - Creole Records - Cobra Records - Cock Rock Disco - Coconut Records - Cocoon Recordings - Coed Records - Coercion Records - Cold Chillin' Records - Cold Meat Industry - Cold Spring - Colgems Records - Collectables Records - Collins Classics - Colonial Records - Colortone Records - Colpix Records - Columbia Graphophone Company - Columbia Masterworks Records - Columbia Music Entertainment - Columbia Records - Combat Records - Come Organisation - Comedy Central Records - Command Performance Records - Command Records - Commodore Records - Compadre Records - Compass Records - Composers Recordings, Inc. - Compost Records - Concept Records - Concert Artist Recordings - Concert Hall - Concord Music Group - Concord Records - Conqueror Records - Conspiracy Music - Constantinople Records - Constellation Records - Contemode - Contemporary Records - Continental Records | - The Control Group - Cook Records - Cooking Vinyl - Cooltempo Records - Coral Records - Cordless Recordings - Cornerstone RAS - Coronet Records - Corporate Punishment Records - Corpus Christi Records - Corwood Industries - Cotillion Records - Couch Fort Records - Cough It Up! Records - Cowboy Records - CP Records - Crafty Plugz - Crammed Discs - Crank! Records - Crash Music Inc. - Crass Records - Crave Records - Craze Productions - Crazy Music Records - CRD Records - Cream Records - Creation Records - Creative Vibes - Credential Recordings - Creeping Bent - Creole Records - Crescent City Records - Crescent Records - Criminal IQ Records - Criminal Records - Crimson Records - Croatia Records - Crony Records - Crossroads Music - Crown Records - Crunchy Frog Records - Cruz Records - Cruz del Sur Music - Crydamoure - Crying Sun Records - Crypt Records - Cryptogramophone Records - CTI Records - Cub Records - Cube Records - Cuca Records - Culburnie Records - Culture Press - Cumberland Records - Cuneiform Records - Curb Records - Cursed productions - Curtom Records - Custard Records - Cutting Edge - Cypress Records - Czar Entertainment - Czyz Records |

## D
| - D Records - D.P.G. Recordz - D1 Music - D1 Recordings - Da Lench Mob Records - Daddy Fresh Music - Daemon Records - Daesung Entertainment - Daffodil Records - Damaged Goods - Dame Dash Music Group - Damon Records - Dance Mania - Dance Pool - dance to the radio - Dancing Cat Records - Dancing Ferret - Dancing Turtle Records - Dandelion Records - Danger Crue Records - Dangerbird Records - Dangerhouse Records - Daptone Records - Dark Dungeon Music - Dark Horse Records - Darla Records - DataObscura and Blue Oasis - Data Records - Dawn Raid Entertainment - Dawn Records - Daylight Records - DaySpring Records - DB Records - D-Block Records - DC Flag Records - DCE Records - DCide - De Luxe Records - Dead Daisy Records - Dead Oceans Records - Dead Reckoning Records - Deaf American Recordings - Deaf Records - Deary Me Records - Death Row Records - Deathlike Silence Productions - Deathwish Inc. - Debut Records - Decaydance Records - Decca Records - Deceptive Records - Deck Cheese | - Decon Records - Deconstruction Records - Dedicated Records - Deep Elm Records - Deep Krate Recordingz - Deep Shag Records - Deep South Entertainment - Deep Soul Records - Deeper Rekords - Def American - Def Jam Recordings - Def Jam South - Defiance Records - Definitive Jux - Defstar Records - Dekema Records - Delerium Records - Del-Fi Records - Delicious Vinyl - Delmark Records - Delphine Records - Deltasonic - Deluxe Records - Dembitzer Records - Democracy Records - Demon Records - Dental Records - Dented Records - Dependent Music - Dependent Records - Deptford Fun City Records - Deram Records - Derby Records - Derrty Ent. - Desert Storm - DeSoto Records - Desperation Records - Desto Records - Destiny Worldwide Records - Detour Records - Deutsche Grammophon - Deviant Records - Deviation Records - Dew Process - Dewdrops Records - DFA Records - DGC Records - Dial Records (1946) (U.S.) - Dial Records (1964) (U.S.) - Dial Records (1998) (U.S.) - Dial Records (1999) (Germany) - Diamante Music Group | - Dice Records (1950/60's NY label - Dice Recordings - Dick Bros Record Company - Diffusion Records - Digital Hardcore Recordings - Digital Structures - Dimension Records - Dine Alone Records - Dino Entertainment - Diplomat Records - Diplomat Records (budget) - Direction Records - Dirtnap Records - Dirty Records - Disa Records - Disasters by Choice Records - Dischord Records - Discipline Global Mobile - Disco Blanco Recordings - Discodance - Discos Taxco - Discos y Cintas Denver - Discovery Records - Diskos - Diskoton - Disneyland Records - Disorient Records - Displeased Records - Disques Dreyfus - Disques Victoire - Disques Vogue - Distance Records - Distinct'ive Breaks Records - Distinct'ive Records - Distort Entertainment - Distribution Select - Disturbing tha Peace - Diva Records - Divine Records - DIW Records - Dixieland Jubilee Records - Dixieland Records - DJM Records - Do It Records - Doctor Dream Records - Document Records - Dog Meat Records - Doggystyle Records - Doghouse Records - Dolores Recordings - Dolphin Music - Dolton Records | - Domino Records (1917) - Domino Records (1924) - Domino Records (1950s-1960s) - Domino Records (1993) - Domo Records - Don Giovanni Records - Doomtree - Dopamine Records - Dot Dash Recordings - Dot Records - Double Zero Records - Doublemoon - Dovecote Records - Down Peninsula Audio - Downtown Records - Drag City - Dragon Records - Dragonheart Records - Dragon Street Records - Dragonfly Records - Drakkar Entertainment - Dramatico - DreamWorks Records - Drive-Thru Records - Driven Music Group - Dro Records - DROG Records - Drone Records - Drop Bass Network - DRT Entertainment - Drugstore Records - Drumcode Records - DSCI4 - DSFA Records - D-Trash Records - Dubstep Gutter - Duck Down Records - Duck Records - Ductape Records - Duke Records - Duke Street Records - Duna Records - Dunhill Records - Dunwich Records - Duophonic Records - Durium Records - Dusk Fire Records - Dust Traxx Records - Dutch East India Trading - DVS Records - Dynamica - DynoVoice Records - Dødpop |

## E
| - E1 Music - Eagle Records - Eagle Rock Entertainment - Eagle Rock Records - Earache Records - Eardrum Records - Early Records - Earthly Delights - Eartube Empire - Earwig Music Company - East West Records - Eastern Conference Records - Eastern Developments Music - EatUrMusic - EBUL - Ebullition Records - Echo Records - ECM - Ecstatic Peace! - Ecstatic Yod - Ed Banger Records - Edel Music - Edel-Mega Records - Edison Bell Winner Records - Edison Records - Edition Lilac - Editions Mego - Eenie Meenie Records - Eerie Materials - EFM Records - E.G. Records - EGREM - Eibon Records | - El Cartel Records - Electrecord - Electric Honey - Electrola - Elefant Records - Elefant Traks - Elektra Records - Elementree Records - Elenco - The Elephant 6 Recording Company - Elephant Stone Records - Eleven Seven Music - Eleven: A Music Company - Ellahy Amen Records - Em:t Records - E-Magine Records - Emanem Records - EmArcy Records - Embassy Records - Embryo - Emerald Moon Records - Emerald Music - Emerald Records (1966) (U.S.) - Emerald Records (2000s) (U.S.) - Emergency Broadcast System Records - Emergency Records - Emerson Records - EMI - EMI America Records - EMI-Capitol Special Markets - EMI Christian Music Group - EMI Classics - EMI Hemisphere - EMI Latin | - EMI Records - Emotional Syphon Recordings - Emperor Entertainment Group - Emperor Norton Records - empreintes DIGITALes - Emu Music - End All Life Productions - End Records - Endearing Records - Energy Rekords - Enigma Records - Enjoy Records - Ensemble Medusa - Ensign Records - Enterprise Records - Entr'acte Recording Society - Enzyme Records - Epic Records - Epidemic Records - Epitaph Records - Epitonic Records - Equal Vision Records - Equator Records (Canada) - Equator Records (Kenya) - Equity Music Group - Era Records - Erato Records - Eroica Classical Recordings - Ersatz Audio - Erstwhile Records - Eskaton - ESL Music - ESP-Disk | - Esquimaux Management - Esquire Records - Essential Records (Christian) - Essential Records (London) - Essex Records - Estrus Records - Esurient Communications - Eternal Records - Eulogy Recordings - Eurodisc - Europa - Ever Reviled Records - Everest Records - Everloving Records - Evil Office - Evil Teen Records - Evoke Records - Excel Records - Excello Records - Excelsior Recordings - Exceptional Records - EXERCISE1 Records - Exit Records - Exodus Records - Extasy Records - Extreme Records - Eye Industries - Eye Of The Storm Records - Eye Q - Eyeball Records |

## F
| - F Project - F5 Records - Facedown Records - Factory Records - Faith & Hope - Fader Label - Failsafe Records - Falcon Records - Fall Records - Falling A Records - Fall of the West Records - Fällt - Fanfare Records - Fania Records - Fantastic Plastic Records - Fantasy Records - Fascination Records - Fast Product - Fat Cat Records - Fat City Recordings - Fat Possum Records - Fat Wreck Chords - Fatal Recordings - Fathme Records - Faultline Records - Favored Nations - FAX +49-69/450464 - F-Beat Records - FCommunications - Fearless Records - Federal Records - Fellside Records - Felsted Records UK - Fenway Recordings - Ferret Music - Fervent Records - Fervor Records - Festival Distribution - Festival Records - FETO Records | - Fever Records - FFRR Records - Fiction Records - Fiddler Records - Fidelity Records - Field Records - Fierce Angel - Fierce Panda Records - Fifth Colvmn Records - Figure IV Entertainment - Film Score Monthly - FILMguerrero - Filthy Note - Final Stand Records - Finger Lickin' Records - Fingerprint Records - Finiflex Records - F-IRE Collective - Fire Records (UK) - Fire Records (U.S.) - Firebox Records - Firefly Sessions - Firewall Division - First Avenue Records - First National Records - Fitamin Un - Five Musicians - Flair Records - Flameshovel Records - Flamingo Recordings - Flashover Recordings - Flashpoint Music - Flawless Records - Fledg'ling Records - Flemish Eye - Flesh Bone Incorporated - Flesh Eating Ants Records - Flicker Records - Flicknife Records - Flip Records (1950s) (U.S.) - Flip Records (1994) (U.S.) | - Flipmode Entertainment - Fly Records - Flying Fish Records - Flying Nun Records - Flying Rhino Records - Flying Tart - Flyright Records - Flyte Tyme Records - FM Records - FMP (Free Music Production) - FMR Records - Focus Group Holdings Limited - Fog City Records - Fogarty's Cove Music - Foldback Records - Folk-Legacy Records - Folkways Records - Fonal Records - Fondle 'Em Records - Fonotipia Records - Fonovisa Records - Fontana Records - Food Records - Fools of the World - Forced Exposure - Forces of Satan Records - The Ford Plant - ForeFront Records - Foreshadow - Formation Records - Fort Knocks Entertainment - Fortissimo Records - Fortune Records - Four Music - Four Star Records - Fourth And Broadway Records - Fourth Dimension Records - Fowl Records - Fraternity Records - FRE Records | - Fractured Transmitter Recording Company - Freak Recordings - Freakdance Records - Fred Records - Freedom From - Freedom Records - Freestyle Dust - Freeworld Entertainment - Free-Will - Frenchkiss Records - Fresh Records (UK) (U.K.) - Fresh Records (US) (U.S.) - Freshly Squeezed (U.S.) - Freshly Squeezed Music - Freeground Records - Friendly Fire Recordings - Fringe Product - Frog Pad Records - Frog Records - Frogville Records - Frontier Records - Frontiers Records - Frontline Records (1980s) - FS Studios - FSUK Records - FTD Records - Fuel 2000 - Fueled by Ramen - Fueradeserie! - Full Cycle Recordings - Full Moon Productions (also known as FMP or FMP666) - Full Moon Records (US) (U.S.) - Fullsteam Records - Full Surface Records - Funtrip Records - Fury Records - Future Farmer Records - Future Sound Corporation |

## G
| - G7 Welcoming Committee Records - Galaxy Records - Galaxy21 Music - Galilee of the Nations - Gallo Record Company - Gamble Records - Gamm - Gangsta Advisory Records - Ganja Records - Gan-Shin - Gear Fab Records - Gearhead Records - Gee Records - Gee Street Records - Geffen Records - Gekko Records - General Records - General Records (1972) - Gennett Records - genre b.goode - Genshi Media Group - Gern Blandsten Records - Geska Records - Get Low Recordz - Geykido Comet Records - G-Funk Entertainment - Ghetto Ruff - Ghost Box Music - Ghostly International - Ghostlight Records - Ghostmeat Records | - Giant Records (Warner Bros. sub.)(U.S.) - Giant Step - Giantslayer Records - Gift Records - Gifted Records - Gigantic Music - Giorno Poetry Systems - Giza Studio - Gladiator Records - Glasgow Underground Recordings - Glitch Mode Recordings - Glitterhouse Records - Global Music Group - Global Trance Network - Glowworm Records - Glurp - GMA Records (Philippines) - GMM Grammy - GMT Records - GMV Nashville - Gnomonsong - GNP Crescendo Record Co. - Go Feet Records - Go-Kart Records - Go-Kustom Rekords - Go! Beat Records - Godzilla Entertainment - Gold Castle Records - Gold Label Records - Gold Mind Records - Gold Mountain Records - Gold Standard Laboratories | - Gold Star Music - Gold Star Records - Golden Era Records - Golden World Records - Goldenrod Records - The Goldmind Inc. - Gone Records - Goner Records - Good Entertainment - Good Looking Records - GOOD Music - Good Records - Good Time Jazz Records - Good Vibrations - Gooom Disques - Gordy Records - Gospel Truth Records - GospoCentric Records - Gotee Records - Gourd Music - Gramavision Records - Gramm - Gramophone Company - Granary Music - Grand Award Records - Grand Central Records - Grand Hustle Records - Le Grand Magistery - Grand Production - Grand Royal - Grand Sport Records - Grateful Dead Records | - Graveface Records - Gravity DIP Records - Gravity Records - Great Big Mouth Records - Green Cookie Records - Green Label - Green Linnet Records - Greenhouse Music - Greensleeves Records - Greentrax Recordings - Gregmark Records - Grenadine Records - Grey Gull Records - Greyday Productions - Grilled Cheese - Groove Records - The Groove Thing - Group 2101 - GRP Records - GRRR Records - Grunt Records - GTO Records - Guerilla Records - Guided Missile - GUN Records - G-Unit Records - Gusto Records - Gut Records - Guy Cloutier Communications - Gwarn Music - GWR Records |

## H
| - H&L Records - Hachama - Hades Records - Hakatak International - Half A Cow - Hall Of Fame Records - Hall of Sermon - Hallmark Records - Hallucination Recordings - Hamilton Records - Hammermill Records - Hammock Music - Hands Productions - Handsome Boy Records - Hangars Liquides - Hangman Records - Hanna Barbera Records - Hannibal Records - Hansa Records - Hanson Records - Happy Couples Never Last - Happy Happy Birthday To Me Records - HappySad Records - Happy Tiger Records - Hardleaders - Hardrush Music - Hardwood Records - Harlekijn - Harmolodics - Harmonia Mundi - Harmony Records - Harriet Records - Harthouse - Harvest Records - Hatchet House - Hathut Records - Havoc Records | - Head Start Music Group - Headhunter Records - Headphone Dust - Headwrecker Records - Hear Music - Heart Warming - Heartbeat Records - Heaven Music - Heaven Records - Heavenly Records - Hebb Records - Hed Artzi Music - Hed Kandi - Heffa - Hefty Records - Heiress Records - Helicon Records - Hellcat Records - Hellhound Records - Hello CD of the Month Club - Hello Cleveland! - Hello Sir Records - Hellven - Hep-Me Records - Her Royal Majesty's Records - Herald AV Publications - Heritage Records - Heron Recordings - Herwin Records - Hevy Devy Records - Hi Life Recordings - Hi Records | - Hib-Tone - Hickory Records - Hidden Beach Recordings - Hieroglyphics Imperium Recordings - High Street Records - High Two - High Powered Entertainment - Higher Ground Records - Higher Octave - Higher Step Records - Highland Records - HighTone Records - HIM International Music - Hi-n-Dry - Hip Records - Hip-O Records - Hipposonic Studios - Historical Records - Hit of the Week Records - Hive Records - HMV - Hobbledehoy Record Co. - Hokey Pokey Records - Holiday Records - Holiday Inn Records - Hollywood Records - Holyground - Home Sweet Home Records - Homestead Records (1920s) (U.S.) - Homestead Records (U.S.) - Honest Don's Records - Honest Jon's - Hoo-Bangin' Records - Hood Musik Entertainment - Hoodywood Records | - Hooj Choons - Hope Recordings - Hopeless Records - Horizon Records - Horris Records - Hosanna! Music - Hospital Records - Hostile Recordings - Hot Pot Music - Hot Wax Records - Household Name Records - Hugpatch Records - Human Condition Records - Human Imprint - Human Recordings - Humble Soul - Humming Bird Records - Hungaroton - Hungry Audio - Hush Records - Hushush - Hut Records - Hwem - Hybris - Hydra Head Records - Hymen Records - Hyperdub - Hyperion Records - Hyperium Records - Hypnos - Hypnotize Minds - Häpna |